# Barqueiros (Barcelos)
Barqueiros is een plaats (freguesia) in de Portugese gemeente Barcelos en telt 2 033 inwoners (2001).